# Ebisu (Tokyo)
Pour les articles homonymes, voir Ebisu.
Ebisu (恵比寿) est un quartier dans l'arrondissement de Shibuya à Tokyo au Japon. Il est entre Shibuya au nord, Daikanyama et Nakameguro à l'ouest, Hiroo à l'est et Meguro au sud. On trouve à Ebisu de nombreux restaurants, izakaya et bars, ainsi que des boites de nuit.
La Yebisu Garden Place (恵比寿ガーデンプレイス, Ebisu gāden pureisu), ouverte en 1994 par Sapporo Holdings, est un complexe au sud de la gare, comprenant des boutiques dont un grand magasin Mitsukoshi, l'hôtel Westin Tokyo (ウェスティンホテル東京, Wesutin hoteru Tōkyō), le Musée de la bière Yebisu (ヱビスビール記念館, Ebisu bīru kinenkan), le Musée métropolitain de photographie de Tokyo, et une double salle de spectacle The Garden Hall/Room (ザ・ガーデンホール/ルーム, Za gāden hōru/rūmu). La Maison Franco-Japonaise (MFJ) se trouve à proximité du Yebisu Garden Place.

## Transport
Ebisu est accessible à partir de la gare d'Ebisu.
- JR East : ligne Yamanote, ligne Saikyō et ligne Shōnan-Shinjuku

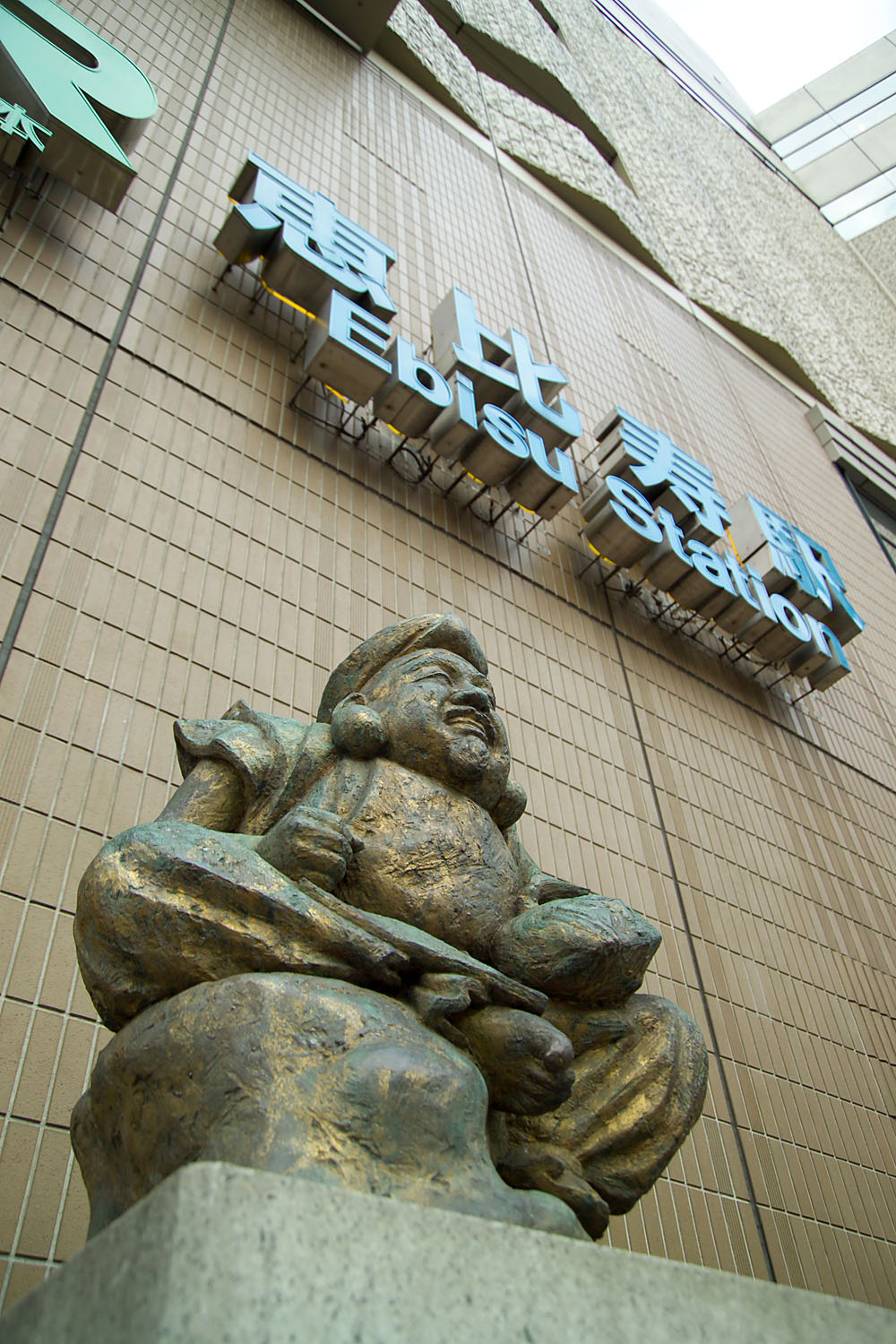
Statue du dieu Ebisu en face de la station

- Tokyo Metro : ligne Hibiya